# Dudley Parker
Dudley Parker, född 5 maj 1962, är en friidrottare från Bahamas. Han deltog vid olympiska sommarspelen 1984.